# Valle di Saviore
La Valle di Saviore o Val Saviore è una valle della Lombardia orientale, tributaria laterale della Val Camonica e pertanto appartenente, dal punto di vista amministrativo, alla Provincia di Brescia.
La valle, percorsa dal torrente Poia, è di pretto stampo alpino. Il suo imbocco si colloca a circa 400 m in prossimità del centro di Cedegolo, nella media Valle Camonica, mentre la testata è al Passo di Adamé (3128 m) che immette nel grande ghiacciaio del Pian di Neve, tra le maggiori vette del Gruppo dell'Adamello. Il tronco superiore della valle, oltre il netto gradino roccioso che sovrasta l'abitato di Valle (1114 m), prende il nome di Valle Adamé.
Tra le valli laterali che confluiscono nella Valle di Saviore, la maggiore è la Valle di Brata (che diviene, più in alto, Val Salarno), caratterizzata dalla presenza di due invasi artificiali (sfruttati per la produzione di elettricità), il Lago di Salarno (2058 m) e il Lago Dossaccio (2069 m). La valle termina al Passo Salarno (3168 m).
La valle, interamente compresa all'interno del Parco regionale dell'Adamello, è amministrativamente suddivisa in due comuni: Cevo e Saviore dell'Adamello. I due capoluoghi comunali si trovano a mezza costa, sul versante settentrionale della valle (che gode di abbondante esposizione solare anche nei mesi invernali), a una quota rispettivamente di 1070 metri e 1226 metri.
Le frazioni di Cevo (Andrista, parte di Fresine e parte di Isola), e di Saviore dell'Adamello (Ponte e Valle) si trovano invece più vicino al fondovalle, e sono, con l'eccezione di Valle, ormai quasi del tutto spopolate.

## Accessi
La Valle di Saviore è percorsa da due strade provinciali, che si staccano entrambe dalla Strada statale 42 del Tonale e della Mendola.

La strada provinciale 6 inizia a Cedegolo e, dopo una serie di tornanti, sale lungo il corso del Poia raggiungendo l'abitato di Fresine (dove si stacca la strada che conduce ai villaggi di Isola, Ponte e Valle), per poi risalire verso Cevo e terminare a Saviore (a 14 chilometri da Cedegolo).

La strada provinciale 84 invece inizia a Demo, poco oltre Cedegolo, tocca Berzo e la frazione Monte per ricongiungersi alla strada provinciale 6 nel centro di Cevo.
I rifugi alpini, situati nell'alta valle, non possono essere raggiunti con autoveicoli, ma solamente tramite sentieri.